# O-Town
Gli O-Town sono un gruppo musicale statunitense formato nel 2000. Il gruppo è stato attivo fino al 2003 e si è poi ricostituito nel 2013.

## Storia del gruppo
Il gruppo si è formato attraverso il programma televisivo Making the Band, prodotto da MTV alla sua prima stagione. Il gruppo era composto da cinque membri: Erik-Michael Estrada, Trevor Penick, Jacob Underwood, Dan Miller e Ashley Parker Angel. Originariamente faceva parte del gruppo Ikaika Kahoano, che tuttavia fu sostituito quasi immediatamente da Miller. Dopo il programma, il gruppo ha firmato un contratto con la J Records di Clive Davis.
Nel 2001 il gruppo ha esordito con l'eponimo album O-Town, che ebbe un ottimo successo sia negli Stati Uniti che in Regno Unito. Sempre nel 2001 il gruppo ha aperto i concerti del Dream Within a Dream Tour di Britney Spears.
Nel novembre 2002 il gruppo ha pubblicato il suo secondo album O2, che ebbe un successo inferiore a quello del disco di debutto.
Il gruppo si scioglie ufficialmente alla fine del 2003. I membri del gruppo decidono di affrontare singolarmente i propri percorsi musicali, con Ashley Parker Angel che intraprende una carriera sia musicale (pubblica nel 2006 con l'album Soundtrack to Your Life) che cinematografica e televisiva.
Nel 2013 il gruppo, senza Ashley Parker Angel, si riunisce e nel maggio 2014 pubblica il singolo Skydive. Sempre nel 2014 esce l'album Lines & Circles.

## Formazione

### Formazione attuale
- Erik-Michael Estrada (2000-2003; 2013-presente)
- Trevor Penick (2000-2003; 2013-presente)
- Jacob Underwood (2000-2003; 2013-presente)
- Dan Miller (2000-2003; 2013-presente)

### Ex componenti
- Ashley Parker Angel (2000-2003)
- Ikaika Kahoano (2000)

## Discografia

### Album in studio
- 2001 – O-Town
- 2002 – O2
- 2014 – Lines & Circles

### EP
- 2017 – Part 1

### Singoli
- 2000 – Liquid Dreams
- 2001 – All or Nothing
- 2001 – We Fit Together
- 2001 – Love Should Be a Crime
- 2002 – These Are the Days
- 2003 – I Showed Her
- 2014 – Skydive
- 2015 – Chasin' After You
- 2017 – Empty Space